# Malvillers
Malvillers ist eine Gemeinde im französischen Département Haute-Saône in der Region Bourgogne-Franche-Comté.

## Geographie
Malvillers liegt auf einer Höhe von 260 m über dem Meeresspiegel, acht Kilometer westlich von Combeaufontaine und etwa 30 Kilometer westnordwestlich der Stadt Vesoul (Luftlinie). Das Dorf erstreckt sich im Westen des Départements, in der leicht gewellten Landschaft am Südostrand des Plateaus von Langres, leicht erhöht am östlichen Rand der Talniederung der Sorlière.
Die Fläche des 7,09 km² großen Gemeindegebiets umfasst einen Abschnitt im Bereich des Plateaus nördlich des Saônetals. Von Norden nach Süden wird das Gebiet von der Alluvialniederung der Sorlière durchquert, die für die Entwässerung über die Gourgeonne zur Saône sorgt. Die Talaue liegt durchschnittlich auf 250 m und weist eine Breite von maximal einem Kilometer auf. Flankiert wird das Tal auf beiden Seiten von einem Plateau, das eine durchschnittliche Höhe von 280 m erreicht. In der Talniederung und auf dem Plateau herrscht landwirtschaftliche Nutzung vor. Die westliche Abgrenzung bildet dabei die Waldhöhe des Gros Bois. Gegen Norden steigt das Gelände allmählich an zu den hier bewaldeten (Forêt Domaniale de Cherlieu) südöstlichen Ausläufern des Plateaus von Langres. Mit 359 m wird im Grand Bois die höchste Erhebung von Malvillers erreicht. Das Gebiet um Malvillers besteht aus einer Wechsellagerung von kalkigen und sandig-mergeligen Sedimenten der unteren Jurazeit.
Nachbargemeinden von Malvillers sind Cintrey und Preigney im Norden, Melin im Osten, Lavigney im Süden sowie La Roche-Morey und Molay im Westen.

## Geschichte
Überreste eines neolithischen Siedlungsplatzes weisen auf eine frühe Anwesenheit des Menschen hin. Im Mittelalter gehörte Malvillers zur Freigrafschaft Burgund und darin zum Gebiet des Bailliage d’Amont. Die lokale Herrschaft unterstand dem Kloster Cherlieu. Zusammen mit der Franche-Comté gelangte das Dorf mit dem Frieden von Nimwegen 1678 definitiv an Frankreich. Heute ist Malvillers Mitglied des 10 Ortschaften umfassenden Gemeindeverbandes Communauté de communes des Belles Fontaines.

## Sehenswürdigkeiten
Die Dorfkirche von Malvillers wurde im 17. und 18. Jahrhundert im klassischen Stil erbaut. Aus dem frühen 20. Jahrhundert stammt die Mairie (Gemeindehaus).

## Bevölkerung
| Jahr                       | 1962 | 1968 | 1975 | 1982 | 1990 | 1999 | 2006 | 2014 |
| Einwohner                  | 138  | 113  | 102  | 92   | 89   | 74   | 74   | 66   |
| Quellen: Cassini und INSEE |      |      |      |      |      |      |      |      |

Mit 67 Einwohnern (1. Januar 2022) gehört Malvillers zu den kleinsten Gemeinden des Département Haute-Saône. Während des gesamten 20. Jahrhunderts wurde ein deutlicher Bevölkerungsrückgang verzeichnet (1891 wurden noch 232 Personen gezählt).

## Wirtschaft und Infrastruktur
Malvillers ist noch heute ein vorwiegend durch die Landwirtschaft (Ackerbau, Weinbau, Obstbau und Viehzucht) geprägtes Dorf. Außerhalb des primären Sektors gibt es nur wenige Arbeitsplätze im Ort. Einige Erwerbstätige sind auch Wegpendler, die in den größeren Ortschaften der Umgebung ihrer Arbeit nachgehen.
Die Ortschaft ist verkehrstechnisch gut erschlossen. Sie liegt nahe der Hauptstraße N19, die von Vesoul nach Langres führt. Weitere Straßenverbindungen bestehen mit Melin, Lavigney, Morey und Molay.